# Annette Peacock
Annette Peacock (nascida em 1941) é uma compositora, arranjadora, musicista, escritora e cantora americana, principalmente de jazz. É considerada uma das pioneiras do uso de sintetizadores.

## Biografia
Nascida em 1941, no Brooklyn, Nova Iorque, Annette Peacock começou a compor com cinco anos de idade. Sua mãe era violista nas orquestras filarmônicas de San Diego e Filadélfia.
Aos dezenove anos, Annette se casa com o baixista de jazz Gary Peacock. No começo dos anos sessenta, ela faz um tour com Albert Ayler, estuda Macrobiótica zen com Michio Kushi e tem uma ligação próxima com Timothy Leary no centro psicodélico de Millbrook.
Em 1964, o pianista Paul Bley começa a participar de suas composições de vanguarda, continuando em mais de sessenta gravações. No fim dos anos sessenta, ela e Bley se envolvem profundamente com as novas possibilidades musicais dos recém-criados sintetizadores. Tendo ganhado um protótipo de Robert Moog, Annette é considerada a primeira a usá-lo para processar sua voz. Ela também toca baixo elétrico, piano elétrico e vibrafone – notavelmente em Town Hall e em um concerto produzido por ela no Philarmonic Hall do Lincoln Center (NY), promovido por ela em exibições no horário noturno da TV e uma aparição como convidada no The Tonight Show starring Johnny Carson.
Em 1968, ela gravou Revenge - seu lançamento foi frustrado pela Polydor até 1972, e, em 1971, ela gravou I'm The One (votado pelos jornalistas da revista WIRE como um dos 100 discos que "deixaram o mundo em chamas"), lançado pela RCA em 1972, e apareceu como "Holograma" em um show com Salvador Dalí. Veio então o primeiro período sem lançamentos até seu próximo disco, X-Dreams, enquanto ela gravava com Allan Holdsworth no primeiro projeto solo de Bill Bruford, o clássico de jazz fusion Feels Good to Me, seguido por seu The Perfect Release, de 1979.
Criou sua própria gravador indie ironicrecords no Reino Unido, com o single "Sky-skating", e lançou quatro álbuns de 1981 a 1988 (vide a discografia), distribuídos pela Rough Trade.
O produtor Manfred Eicher encomendou em 1997 que Annette compusesse um projeto para quarteto de cordas e para si própria ao piano e nos vocais. Depois de três anos compondo e arranjando, e doze anos sem gravar, An Acrobat's Heart foi lançado em 2000 pela ECM. Anteriormente havia sido lançado um tributo de CD dublo pela mesma gravadora em 1997, com o catálogo de 1964 a 1969 de sua obra: Nothing Ever Was, Anyway - Music of Annette Peacoock. Em princípios de 2006, ela começa sua própria gravadora novamente ironic US com o álbum 31:31. Ao mesmo tempo, o resultado de sua colaboração com Coldcut, "Just for the Kick", foi lançado em seu álbum "Sound Mirrors", distribuído por Ninja Tune. Sua música também foi gravada por David Bowie, Brian Eno, Mick Ronson, Al Kooper, Pat Metheny, Busta Rhymes, J-Live, RZA, Ghostface Killah, Morcheeba, etc.

## Discografia seleta

### Álbuns
- Bley-Peacock Synthesizer Show: Revenge - "The Bigger the Love the Greater the Hate" (Polydor, 1968)
- I'm the One (RCA, 1972; CD release 2010 (ironic US)
- Annette & Paul Bley: Dual Unity (Freedom, 1972)
- Improvisie (America, 1972)
- X-Dreams (Aura UK, 1978)
- The Perfect Release (Aura UK, 1979)
- Sky-skating (ironicrecords, 1981)
- Been in the Streets Too Long (ironicrecords, 1983)
- I Have No Feelings (ironicrecords, 1986)
- Abstract-Contact  (ironicrecords, 1988)
- An Acrobat's Heart (ECM, 2000)
- 31:31 (ironic US, 2006)

### Compilações
- The Collection (Aura UK, 1982)
- My Mama Never Taught Me How to Cook ... (The Aura Years 1978 - 1982) (Sanctuary, 2004)

### Singles
- Don't Be Cruel / Dear Bela (Aura, 1978)
- Love's Out to Lunch / Rubber Hunger (Aura, 1979)
- Sky-skating / Taking It as It Comes (ironicrecords, 1981)